# Abir Mukherjee
Pour les articles homonymes, voir Mukherjee.
Œuvres principales
- Série Sam Wyndham

Abir Mukherjee, né en 1974 à Londres, est un romancier britannique d'origine indienne, auteur de romans policiers historiques.

## Biographie
Abir Mukherjee grandit en Écosse. Il est diplômé de la London School of Economics avant de se lancer dans le monde de la finance.
En 2017, il publie son premier roman, L’Attaque du Calcutta-Darjeeling (A Rising Man), premier volume d'une série mettant en scène le capitaine Sam Wyndham, ancien inspecteur de Scotland Yard qui faisait partie de la police impériale, et le sergent Surrender-Not (Surendranath) Banerjee. Cette série débute en 1919 à Calcutta. Avec ce roman, il est lauréat du Historical Dagger Award 2017.

## Œuvre

### Romans

#### SérieSam Wyndham
1. L’Attaque du Calcutta-Darjeeling[2], Liana Levi, 2019 ((en) A Rising Man, 2017), trad. Fanchita Gonzalez Battle  (ISBN 979-1-0349019-06)Réédition, Gallimard, coll. « Folio policier » no 918, 2020 (ISBN 978-2-07-291470-6)
2. Les Princes de Sambalpur, Liana Levi, 2020 ((en) A Necessary Evil, 2017), trad. Fanchita Gonzalez Battle  (ISBN 979-1-0349032-45)Réédition, Gallimard, coll. « Folio policier » no 944, 2021 (ISBN 978-2-07-292303-6)
3. Avec la permission de Gandhi, Liana Levi, 2022 ((en) Smoke and Ashes, 2018), trad. Fanchita Gonzalez Battle  (ISBN 979-10-349-0495-2)Réédition, Gallimard, coll. « Folio policier » no 979, 2023 (ISBN 978-2-07-293937-2)
4. Le Soleil rouge de l'Assam, Liana Levi, 2023 ((en) Death in the East, 2019), trad. Fanchita Gonzalez Battle  (ISBN 979-10-349-0725-0)Réédition, Gallimard, coll. « Folio policier » no 1012, 2024 (ISBN 978-2-07-305219-3)
5. Les Ombres de Bombay, Liana Levi, 2024 ((en) The Shadows of Men, 2021), trad. Emmanuelle Aronson et Philippe AronsonRéédition, Gallimard, coll. « Folio policier » no 1041, 2025 (ISBN 978-2-07-309760-6)

### Autre roman
- (en) Hunted, 2024
  - Les Fugitifs, Liana Levi; 2025

### Nouvelle
- (en) Paradise Lost, 2022

## Prix et distinctions

### Prix
- Historical Dagger Award 2017 pour A Rising Man[3],[4]
- Prix du polar européen 2020 pour L’Attaque du Calcutta-Darjeeling (A Rising Man)[5]
- Historical Dagger Award 2020 pour Death in the East[3]
- Theakston's Old Peculier Crime Novel of the Year Award (en) 2025 pour Hunted[6]

### Nominations
- Gold Dagger Award 2017 pour A Rising Man[3],[4]
- Prix Barry 2017 du meilleur premier roman pour A Rising Man[7]
- Prix Edgar-Allan-Poe 2018 pour A Rising Man[8]
- Prix Macavity du meilleur roman historique pour A Rising Man[9]
- Gold Dagger Award 2018 pour A Necessary Evil[3],[4]
- Historical Dagger Award 2018 pour A Necessary Evil[3],[4]
- Prix Barry 2019 pour A Necessary Evil[7]
- Historical Dagger Award 2019 pour Smoke and Ashes[3],[4]
- Prix Edgar-Allan-Poe 2020 du meilleur roman pour Smoke and Ashes[8]
- Gold Dagger Award 2020 pour Death in the East[3]
- Gold Dagger Award 2022 pour The Shadows of Men[3]
- Prix Dagger 2023 de la meilleure nouvelle pour Paradise Lost[3]
- Grand prix de littérature policière 2023 (roman étranger) pour Le Soleil rouge de l'Assam[10]
- Trophée Michèle Witta 2024 pour Le Soleil rouge de l'Assam[11]
- CWA Ian Fleming Steel Dagger 2025 pour Hunted[3]